# Jógvan við Keldu

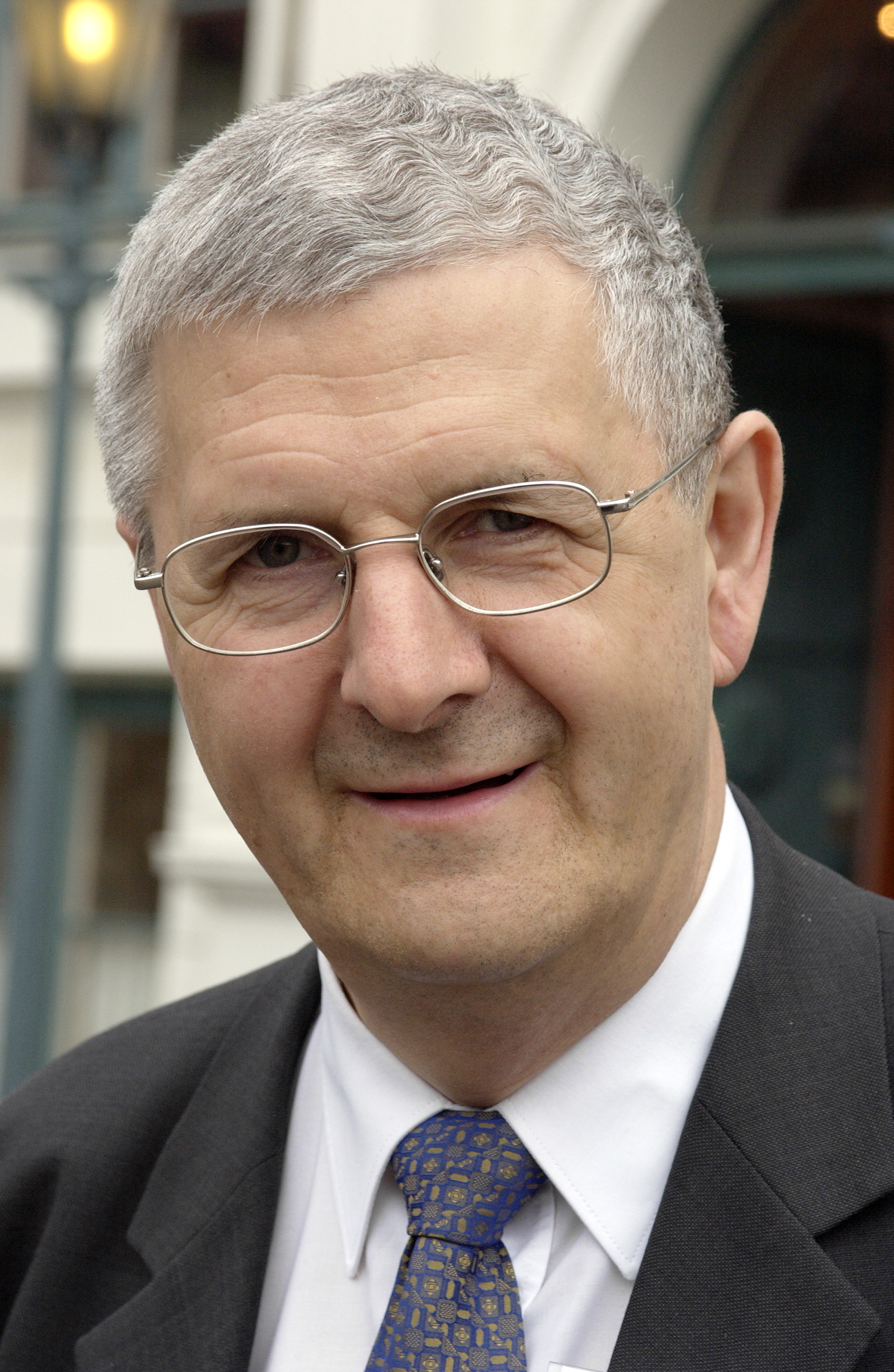
Jógvan við Keldu (2004)

Jógvan við Keldu [ˈjɛgvan viː ʧɛldʊ] (* 30. Januar 1944 in Klaksvík/Färöer) ist ein färöischer Politiker der konservativen Volkspartei (Fólkaflokkurin). Er war zuletzt bis Dezember 2005 Erdöl-, Verkehrs- und Innenminister in der Landesregierung der Färöer. Heute ist er Repräsentant der Färöer im Nordischen Rat.

## Leben
Jógvan við Keldu  ist der Sohn von Sigga Malena Rasmussen (genannt „Gigga“) aus Kirkja und Theodor við Keldu aus Klaksvík. Der Nachname við Keldu ist einer der typisch färöischen Namen, die nach Ortsbezeichnungen gebildet werden und bedeutet „bei der Quelle“.
Verheiratet ist er mit Betty Skaale aus Toftir. Zusammen haben sie die drei Kinder Gunvá, Pætur und Tóra við Keldu, die eine Schwimmerin im Behindertensport war. Alle drei Kinder sind auf den Färöern auch bekannte Sänger, während der Vater ein profilierter Chorleiter ist.
Nach seiner Ausbildung zum Bürohandelskaufmann von 1960 bis 1964 in Runavík und Klaksvík war Jógvan við Keldu bis 1980 selbständig, danach von 1989 bis 1992 und jetzt erneut seit 2002 mit einer eigenen Handelsfirma.
Als Politiker saß Jógvan við Keldu von 1971 bis 1974 im Rat der Stadt Klaksvík, deren Bürgermeister er von 1981 bis 1988 und 1993 bis 2002 war. Im nationalen Parlament, dem Løgting, saß er von 1988 bis 1990. Seit 1998 ist er erneut Abgeordneter (mit Sitz im Außenausschuss) und war gleichzeitig Vertreter der Färöer im Nordischen Rat bis 2004.
Nach der Løgtingswahl 2004 ging seine Volkspartei eine Koalition mit der sozialdemokratischen Javnaðarflokkurin und der unionistischen Sambandsflokkurin ein. Unter dem Regierungschef Jóannes Eidesgaard war er seitdem Innenminister des Nordatlantikarchipels.
Am 9. November 2006 geriet Jógvan við Keldu in die schwedischen Schlagzeilen, als er vorschlug, die schwedische Sprache als Pflichtfach in allen nordischen Ländern einzuführen, um zu verhindern, dass in Zukunft die Skandinavier verschiedener Nationalität nur noch Englisch miteinander reden.